# Distretto di Saarlouis
Il distretto di Saarlouis (in lingua francese district de Sarrelouis) è stata una divisione territoriale francese del dipartimento della Mosella dal 1790 al 1795.
Consisteva nei comuni di Sarrelouis, Bisten, Becking, Bouzonville, Freymaker, Groshemmestroff, Launstroff e Tholey.